# El Búho (DJ)
El Búho, nombre real Robin Perkins, es un DJ británico de cumbia electrónica folclórica. Su estilo musical está fuertemente influenciado por el dub, el IDM, el afrodance... agregando ritmos, melodías e instrumentos folclóricos sudamericanos. En sus canciones también incluye sonidos orgánicos (found sounds) de cascadas de agua, cantos de aves y otros sonidos naturales. En 2017 debutó con su primer álbum de estudio, Balance.
También posee su propio sello discográfico, Shika Shika, creado junto con el productor argentino Barrio Lindo. Previamente lanzaba sus publicaciones bajo el sello Wonderwheel Recordings.
La carrera musical de Perkins está muy ligada al activismo por la conservación del medio ambiente y, según él mismo, «la música es un vehículo para lo social y el activismo». Trabajó varios años para Greenpeace y ha colaborado en varios proyectos que juntan ecología y música.

## Bio y carrera
Robin Perkins nació en el norte de Inglaterra y creció en el pueblo de Glossop, cerca de Mánchester. A los 12 años comenzó a tocar el saxofón. Se graduó en Estudios Latinoamericanos por la Universidad de Glasgow. Ha vivido un año en Buenos Aires (Argentina), dos años en Ciudad de México y después en Ámsterdam (PP.BB.), aunque actualmente reside en París (Francia). Como etnomusicólogo, también ha viajado por Bolivia, Colombia, Cuba y Perú, fascinado por la cultura latinoamericana.
En sus inicios como DJ, se involucró en el dubstep y el minimal techno. Anteriormente conocía artistas latinos como Buenavista Social Club, pero no fue hasta que vivió un año en Argentina en 2009 cuando descubriría la música sudamericana y andina, y las fiestas de ZZK. A partir de entonces comenzaría a mezclar electrónica con música latinoamericana, y en 2010 inició su proyecto musical El Búho.
En febrero de 2012, bajo el seudónimo de El Búho, Robin Perkins lanzó su EP debut "El Tecolote Canta" a través de Antartek Records, un sello discográfico de Ámsterdam especializado en futurismo latinoamericano, fundado por el cineasta y productor musical Erasmo de la Parra.
En 2016 fue invitado a una sesión organizada por Boiler Room en Tulum, México. En 2018 pinchó en el Paraíso Festival de Madrid, España.
También es activista ecológico, trabajando por ocho años en Ámsterdam, Países Bajos, y más tarde en Ciudad de México, para la organización internacional Greenpeace. También es miembro de DJs For Climate Action y coordinador del proyecto A Guide to the Birdsong, álbumes musicales cuyos ingresos se destinan en parte a organizaciones como la ecuatoriana Fundación Jocotoco, para la conservación de especies de aves en peligro de extinción.

## Discografía

### Álbumes de estudio
- Balance (2017)
- Camino de Flores (2018)
- Ramas (2020)
- Tributaries, Vol.2 (2022)
- Cumbias Imaquinarias (2025)

### EPs
- El Tecolote Canta (2012)
- A Guide to the Birds of South America (2012)
- Y (2012)
- History of Colour (2014)
- Cenotes (2015)
- Calidoso (2016)
- Tamoanchan (2017)
- Pleamar (2020)